# Mårten Sandén
Mårten Sandén (født 22. august 1962) er en svensk forfatter og sangskriver.
Han har psykologeksamen, men har ikke arbejdet i dette fag.
Mårten Sandén skriver bøger for børn og unge, blandt andet serien om Petrinimysteriet. 
2008 blev hans "Den femte systern" nomineret til den svenske Augustpris for bedste børne- og ungdomsbog.
Han har skrevet sangtekster til mange kunstnere bl.a. svenske Alcazars "Stay the night" i det svenske Melodi Grand Prix 2009. 